# マタマタ
マタマタ (Chelus fimbriatus) は、爬虫綱カメ目ヘビクビガメ科マタマタ属に分類されるカメ。本種のみでマタマタ属を構成する（単型）。

## 分布
エクアドル、ガイアナ、コロンビア東部、スリナム、ブラジル北部、仏領ギアナ、ペルー東部、ボリビア北部

## 形態
最大甲長44.9センチメートル。背甲は甲板ごとに筋状の盛り上がり（キール）が破線状に発達し、特に椎甲板や肋甲板の孵化直後からある甲板（初生甲板）の周辺が顕著に隆起する。
頭部は非常に扁平で、幅広い。吻端は突出する。眼は小型。頸部は長い。名前は現地の言葉で、「もっと皮膚」の意。

## 生態
淡水に生きる夜行性であり、日中はよどんだ物陰に隠れている。水底で獲物を待ち伏せ、獲物が接近すると口を大きく開けて水ごと獲物を吸い込んで捕食する。

## 人間との関係
ペットとして飼育されることもあり、日本にも輸入されている。飼育下での繁殖例は非常に少なく、主に野生個体が流通する。

## 画像

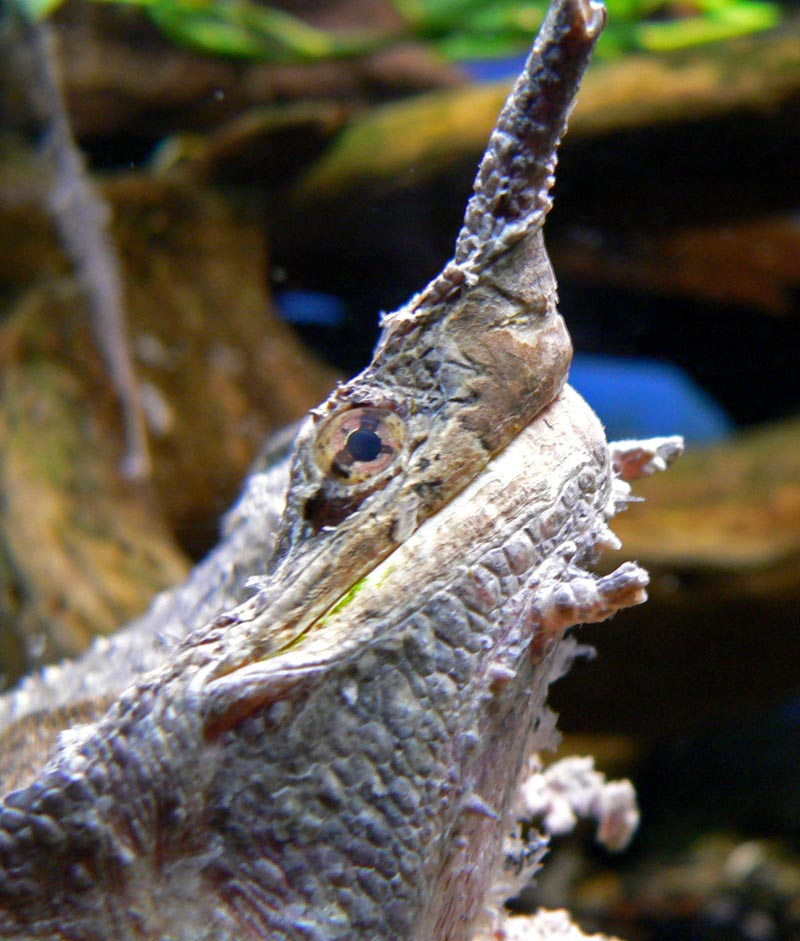
頭部